# Municipio de Reno (Minnesota)
El municipio de Reno (en inglés: Reno Township) es un municipio ubicado en el condado de Pope en el estado estadounidense de Minnesota. En el año 2010 tenía una población de 397 habitantes y una densidad poblacional de 4,28 personas por km².

## Geografía
El municipio de Reno se encuentra ubicado en las coordenadas 45°43′37″N 95°27′13″O / 45.72694, -95.45361. Según la Oficina del Censo de los Estados Unidos, el municipio tiene una superficie total de 92.83 km², de la cual 74,51 km² corresponden a tierra firme y (19,73 %) 18,32 km² es agua.

## Demografía
Según el censo de 2010, había 397 personas residiendo en el municipio de Reno. La densidad de población era de 4,28 hab./km². De los 397 habitantes, el municipio de Reno estaba compuesto por el 99,5 % blancos, el 0,25 % eran amerindios, el 0,25 % eran asiáticos. Del total de la población el 0,25 % eran hispanos o latinos de cualquier raza.